# Aeropuerto Sioux Gateway
El Aeropuerto Sioux Gateway (IATA: SUX, OACI: KSUX, FAA LID: SUX), también conocido como Campo del General de Brigada Bud Day, es un aeropuerto de uso público y militar ubicado en el Condado de Woodbury, Iowa, Estados Unidos. Se encuentra a seis millas náuticas (7 mi, 11 km) al sur del distrito comercial central de Sioux City, justo al oeste de Sergeant Bluff. El 25 de mayo de 2002, el aeropuerto fue nombrado en honor al coronel de la Fuerza Aérea de los Estados Unidos George Everette "Bud" Day, oriundo de Sioux City, Iowa, quien es la única persona que ha recibido tanto la Medalla de Honor como la Cruz de la Fuerza Aérea.
El Plan Nacional de Sistemas Aeroportuarios Integrados (NPIAS) para el período 2011–2015 lo clasificó como un aeropuerto de servicio comercial primario, ya que cuenta con más de 10,000 embarques de pasajeros (enplanements) por año. Según la Administración Federal de Aviación (FAA), este aeropuerto tuvo 28,137 embarques de pasajeros en el año calendario 2011, un aumento del 13.91 % respecto a los 24,701 de 2010.
El aeropuerto alberga al 185° Ala de Reabastecimiento Aéreo (185 ARW), una unidad subordinada al Air Mobility Command (AMC) de la Guardia Nacional Aérea de Iowa, que opera el KC-135 Stratotanker, así como la Base de la Guardia Nacional Aérea de Sioux City.
El aeropuerto es propiedad de la ciudad de Sioux City y está operado por esta misma, bajo la supervisión de una Junta de Síndicos del Aeropuerto compuesta por siete miembros. Los integrantes de la Junta son nombrados por el Concejo municipal y sirven por períodos de cuatro años.

## Historia
La construcción de la Base Aérea del Ejército de Sioux City comenzó en marzo de 1942, aproximadamente tres meses después del ataque japonés a Pearl Harbor. Fue inaugurada el 5 de julio de 1942 y se convirtió en un importante centro de entrenamiento durante la Segunda Guerra Mundial para tripulaciones de B-24 Liberator y B-17 Flying Fortress. Al finalizar la guerra, la antigua base de entrenamiento se convirtió en un centro de procesamiento para dar de baja al personal del servicio activo y facilitar su retorno a la vida civil.
La Base Aérea del Ejército de Sioux City cerró en diciembre de 1945, pero en septiembre de 1946, el aeródromo fue reabierto por la Reserva de la Fuerza Aérea. La Base Aérea de Sioux City fue una de las primeras bases de la Reserva de la Fuerza Aérea establecidas tras la guerra, y en diciembre de 1946 se estableció la unidad 185 de la Guardia Nacional Aérea de Iowa en Sioux City. Asignada al nuevo Comando de Defensa Aérea (ADC) al reactivarse, se activó la 140ª Unidad de Base de la Fuerza Aérea del Ejército como organización anfitriona. La misión de la 140ª AAFBU era ofrecer entrenamiento de vuelo y terrestre a todos los miembros comisionados y alistados de la Reserva de la Fuerza Aérea residentes en Iowa, Minnesota, Nebraska, Dakota del Sur y Wyoming.
A mediados de la década de 1960, el ADC estaba reduciendo sus fuerzas, y el 1 de abril de 1966, el 31.º Distrito Aéreo fue reasignado y el aeropuerto fue transferido a la Reserva de la Fuerza Aérea y a la Guardia Nacional Aérea de Iowa para uso militar limitado.

### Controversia por el código SUX
El designador del aeropuerto "SUX" ha sido motivo de controversia, ya que suena igual que la palabra vulgar inglesa *sucks* ("apesta"). El alcalde de Sioux City, Craig Berenstein, en 2002 describió a SUX como una "vergüenza" para la ciudad. Tras solicitar a la FAA el cambio del código de aeropuerto de la OACI en 1998 y 2002, las autoridades consideraron que las alternativas ofrecidas —GWU, GYO, GYT, SGV y GAY— eran poco atractivas, por lo que decidieron conservar SUX. En octubre de 2007, el miembro de la junta del aeropuerto, Dave Bernstein, propuso adoptar el identificador, diciendo: «Aprovechémoslo. Creo que tenemos la oportunidad de convertirlo en algo positivo», y añadió: «Tengo amigos con los que fui a la universidad en diferentes ciudades que ni siquiera recuerdan su propia fecha de nacimiento, pero todos conocen el designador de Sioux City: SUX». Actualmente, el aeropuerto vende artículos promocionales con el lema "Fly SUX".

### Crecimiento del aeropuerto
Durante varios años, el único servicio aéreo fue proporcionado por Northwest Airlines, mediante vuelos regionales de Northwest Airlink al Aeropuerto Internacional de Mineápolis-Saint Paul. En octubre de 2007, Frontier Airlines comenzó a operar dos vuelos diarios entre su centro de operaciones en Denver y Sioux City. El nuevo servicio de Frontier pronto se expandió a tres vuelos diarios sin escalas a Denver y ayudó a que el tráfico de pasajeros aumentara más del 150%. En abril de 2008, Frontier anunció que pondría fin a su servicio a Sioux City el 12 de mayo, citando condiciones económicas tras declararse en bancarrota bajo el Capítulo 11.
En julio de 2011, Delta Air Lines (que se fusionó con Northwest en 2009) informó al Departamento de Transporte de los Estados Unidos que una economía débil y la baja demanda de asientos la obligarían a reducir vuelos a varias comunidades pequeñas, incluida Sioux City, a menos que recibiera ayuda del gobierno federal. Delta dijo que sus aviones salían del Sioux Gateway con solo el 51.4 % de ocupación promedio, y que dado que la compañía planeaba retirar los aviones turbohélice y algunos jets de 50 asientos a finales de 2011, no era viable continuar con el servicio. De los 75 pasajeros promedio diarios en la ruta SUX-MSP, solo nueve volaban directamente a las Ciudades Gemelas o desde ellas a Sioux City, según la Comisión de Aeropuertos Metropolitanos. La mayoría de los pasajeros hacían conexión en el MSP hacia destinos como Chicago, Phoenix u Orlando. Delta realizó sus últimos vuelos a Sioux Gateway en abril de 2012.
American Airlines anunció el 9 de diciembre de 2011 que su filial, American Eagle, comenzaría a operar vuelos desde Chicago O'Hare hacia Sioux City en la primavera de 2012. American finalizó su servicio a Sioux City el 5 de abril de 2021.

## Instalaciones y aeronaves
El Aeropuerto Sioux Gateway cubre 2.460 acres (996 ha) a una elevación de 1.098 pies (335 m) sobre el nivel medio del mar. Cuenta con dos pistas: la 13/31 mide 9.002 por 150 pies (2.744 x 46 m) y está pavimentada con hormigón, y la 18/36 mide 6.401 por 150 pies (1.951 x 46 m) y está pavimentada con asfalto.
En junio de 2011 se completó la remodelación del edificio terminal de 58 años, con un coste de 6,2 millones de dólares. La ciudad de Sioux City recibió fondos federales y estatales que cubrieron el 78 por ciento del coste de renovación. La ciudad recibió una subvención de la Administración Federal de Aviación para un nuevo puente de embarque de pasajeros, además de 3,97 millones de dólares en fondos federales de estímulo y una subvención estatal del programa de Infraestructura Vertical Aeroportuaria. La parte cubierta por la ciudad fue de 1,4 millones de dólares, aproximadamente el doble de lo estimado originalmente, debido a problemas de construcción causados por daños de termitas y drenaje.
En el año finalizado el 31 de diciembre de 2021, el aeropuerto registró 19.509 operaciones aéreas: un promedio de 53 por día, de las cuales el 51% fueron de aviación general, el 25% militares, el 14% taxi aéreo y el 9% aerolíneas. En ese momento, había 66 aeronaves basadas en SUX: 41 monomotores, 3 multimotores, 11 reactores, 2 helicópteros y 9 militares.

## Aerolíneas y destinos

### Pasajeros
| Aerolíneas     | Destinos               |
| -------------- | ---------------------- |
| United Express | Chicago–O'Hare, Denver |

## Accidentes e incidentes
- El 31 de enero de 1944, un Douglas C-39 de la Fuerza Aérea del Ejército de los Estados Unidos que se dirigía a Saint Joseph, Misuri, se incendió poco después del despegue, se estrelló y se incendió. Los tres tripulantes murieron.
- El 2 de marzo de 1951, un Douglas DC-3 de Mid-Continent Airlines se estrelló a 500 pies antes de la pista 17 mientras intentaba aterrizar durante una tormenta de nieve. La causa probable del accidente fue una pérdida de sustentación a baja altitud mientras viraba para alinearse con la pista. 16 de los 25 ocupantes murieron en el accidente.
- El 27 de diciembre de 1968, un avión que operaba como el Vuelo 982 de Ozark Air Lines se estrelló al despegar de la pista 35 del Aeropuerto Sioux Gateway con destino a Chicago. El avión fue deshielado de forma inadecuada, lo que provocó la pérdida de control tras el despegue. El avión giró violentamente 90 grados a la derecha y luego sobrecorrigió a una leve inclinación hacia la izquierda, lo que hizo que el ala izquierda golpeara el suelo. El avión se detuvo en posición horizontal a 1.181 pies del final de la pista. Hubo heridos, pero no víctimas mortales.
- El 19 de julio de 1989, el Vuelo 232 de United Airlines, en ruta desde el Aeropuerto Internacional Stapleton en Denver hacia el Aeropuerto Internacional de Filadelfia vía el Aeropuerto Internacional O'Hare en Chicago, se estrelló en el Aeropuerto Sioux Gateway mientras intentaba un aterrizaje de emergencia. 111 pasajeros y un miembro de la tripulación murieron, mientras que 174 pasajeros y 10 tripulantes sobrevivieron. El accidente fue uno de los desastres aéreos más famosos en la historia de la aviación estadounidense, debido a varios factores: la naturaleza del incidente (considerado como "insoportable" o "insoportable de sobrevivir", especialmente por su similitud con el accidente del Vuelo 123 de Japan Air Lines), la habilidad de la tripulación para salvar a muchos ocupantes, la supervivencia de tantos pasajeros a pesar de las circunstancias y la exposición mediática. Las imágenes reales del accidente fueron utilizadas tres años después en la película para televisión protagonizada por Charlton Heston y James Coburn, *Crash Landing: The Rescue of Flight 232* (1992; también conocida como *A Thousand Heroes*), sobre los inicios (y la prueba definitiva) del programa de Servicios de Desastres del Condado de Woodbury.